# Cimiteri di Palermo

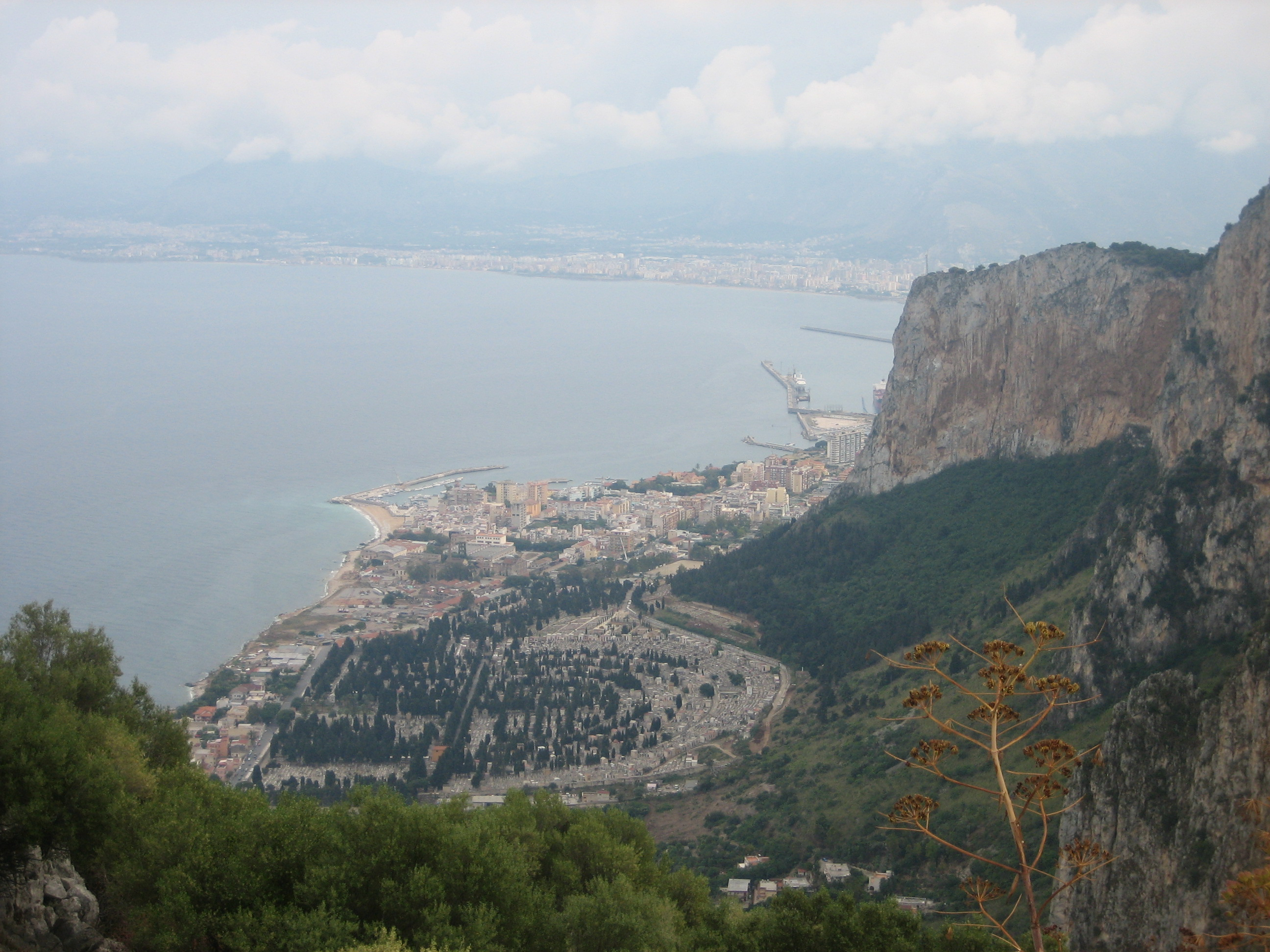
Cimitero di Santa Maria dei Rotoli, visto dal Monte Pellegrino.

Nella città di Palermo sono presenti diversi cimiteri.
(Wim Wenders)

## Cimiteri in uso

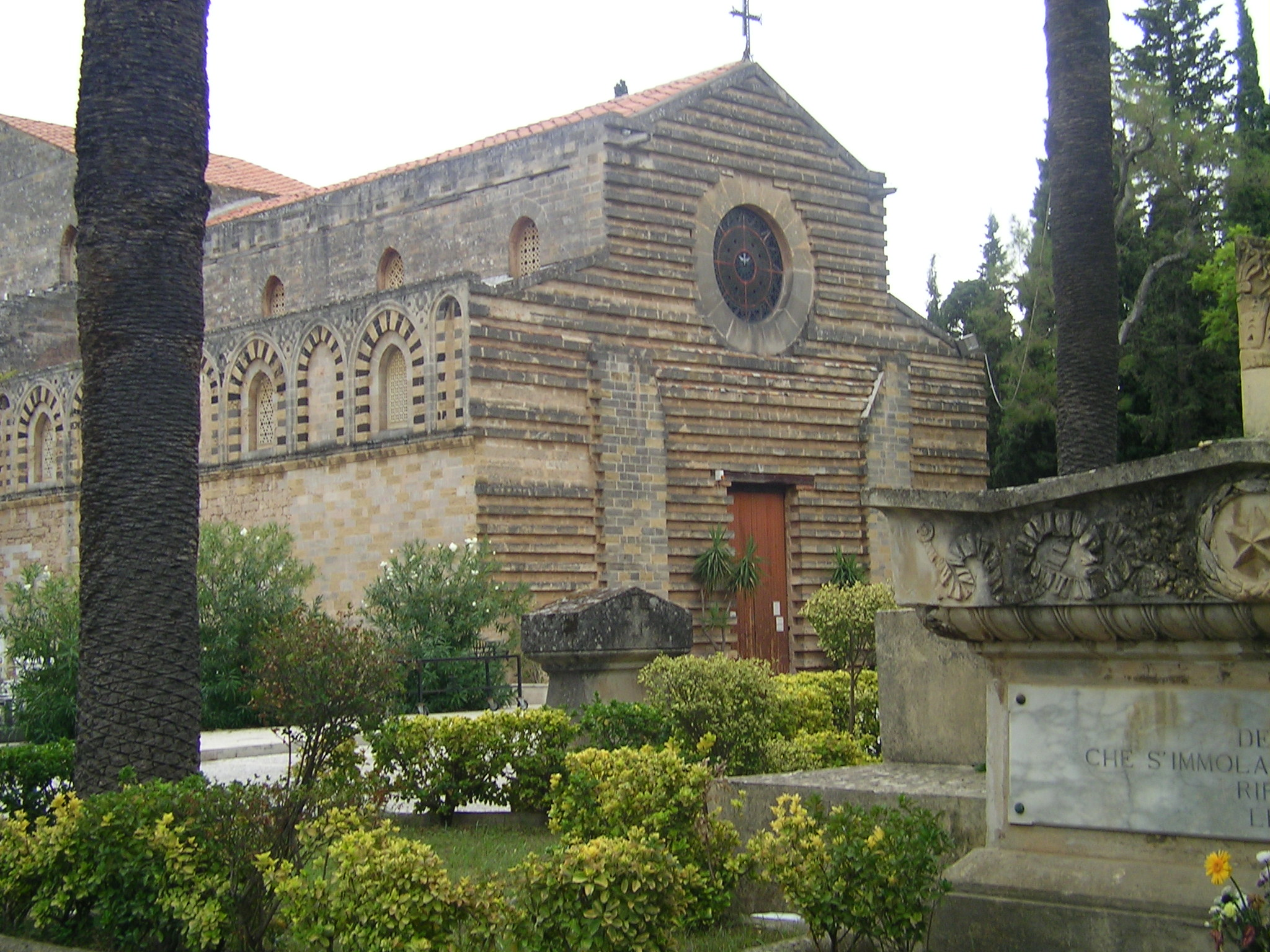
Chiesa del Vespro, all'interno del cimitero di Santo Spirito.

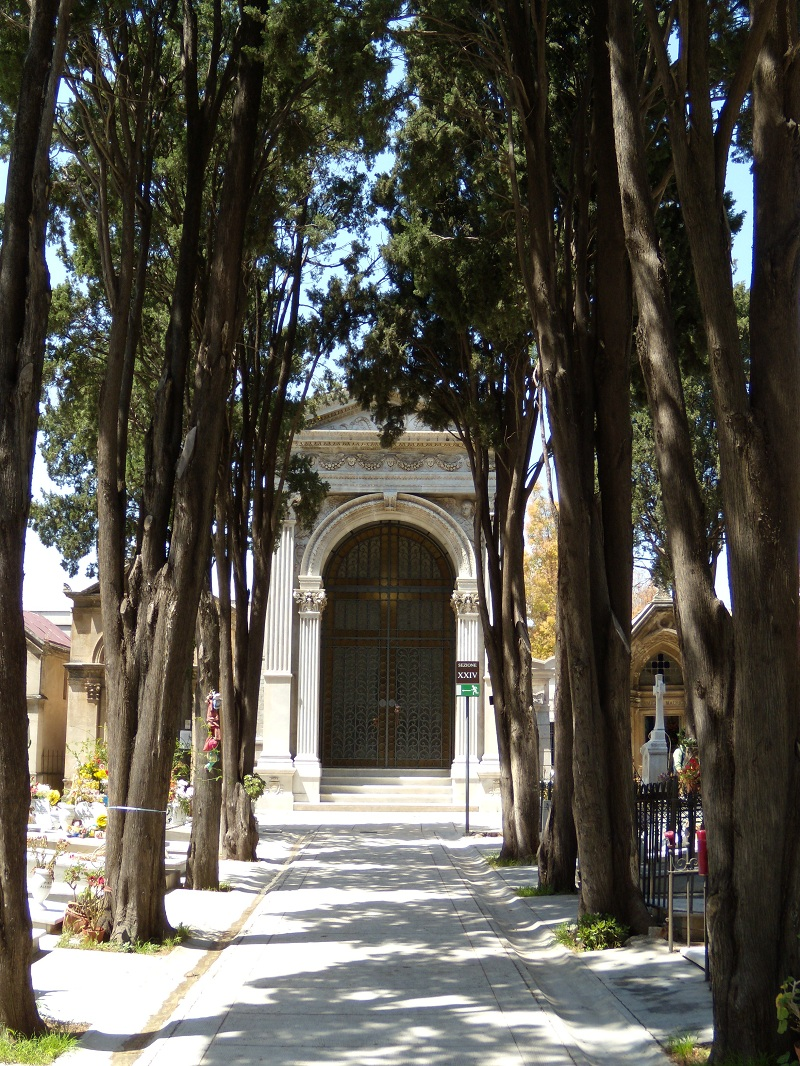
Cimitero dei Cappuccini.

- Cimitero di Santa Maria di Gesù: ubicato ai piedi del Monte Grifone è forse il più antico camposanto pubblico di Palermo e vi si trova il convento di San Benedetto il Moro, che ne ospita le reliquie. Vi si trovano cappelle e monumenti funebri create dai più importanti architetti e scultori del XIX secolo tra le quali quelle dei Lanza di Scalea, Chiaramonte Bordonaro,  Pignatelli Aragona Cortes, Lucchese Palli di Campofranco e i Florio, dovute agli architetti Ernesto Basile, Francesco Paolo Palazzotto, Emmanuele Palazzotto, pure qui sepolti, e Giuseppe Damiani Almeyda.
- Cimitero di Santa Maria dei Rotoli: si trova a ridosso del Monte Pellegrino, nel quartiere Vergine Maria, ed è il più esteso della città. Vi si trovano monumenti e cappelle realizzate dai maggiori scultori e architetti palermitani vissuti a cavallo tra il XIX e il XX secolo.
- Camposanto di Santo Spirito: costruito nel 1783 attorno alla preesistente chiesa del Vespro, è il secondo in città per estensione. Vi si trovano numerose cappelle e tombe di famiglia della nobiltà palermitana del XIX secolo. Forse la più antica è quella Gravina di Montevago, a forma di tempietto dorico, progettata da Emmanuele Palazzotto.
- Cimitero dei Cappuccini: si trova presso l'omonimo convento e le celebri catacombe, in Piazza Cappuccini. Venne realizzato a partire dalla metà del XIX secolo, quando le nuove disposizioni sanitarie vietarono le sepolture nelle chiese e nelle catacombe. Vi si trovano numerose cappelle gentilizie e monumenti funerari, come la maestosa cappella Ugo delle Favare, quella Arezzo di Celano, Notarbartolo di Castelreale, su progetto di architetti e scultori di rilievo come Antonio Ugo e Domenico Delisi.
- Catacombe dei Cappuccini: già tappa obbligata del Grand Tour, sono famose in tutto il mondo. Si trovano nei sotterranei del Convento dei Cappuccini, nel quartiere Cuba, annesso alla Chiesa di Santa Maria della Pace. Chiesa e convento risalgono al XVI secolo. Le gallerie, scavate alla fine del '500, formano un ampio cimitero di forma rettangolare e offrono lo spettacolo macabro di circa 8.000 cadaveri mummificati. Tra le salme è particolarmente nota quella di Rosalia Lombardo, definita la mummia più bella del mondo. La bambina, di circa due anni, venne imbalsamata da Alfredo Salafia agli inizi del 1920.

## Cimiteri e luoghi di sepoltura storici

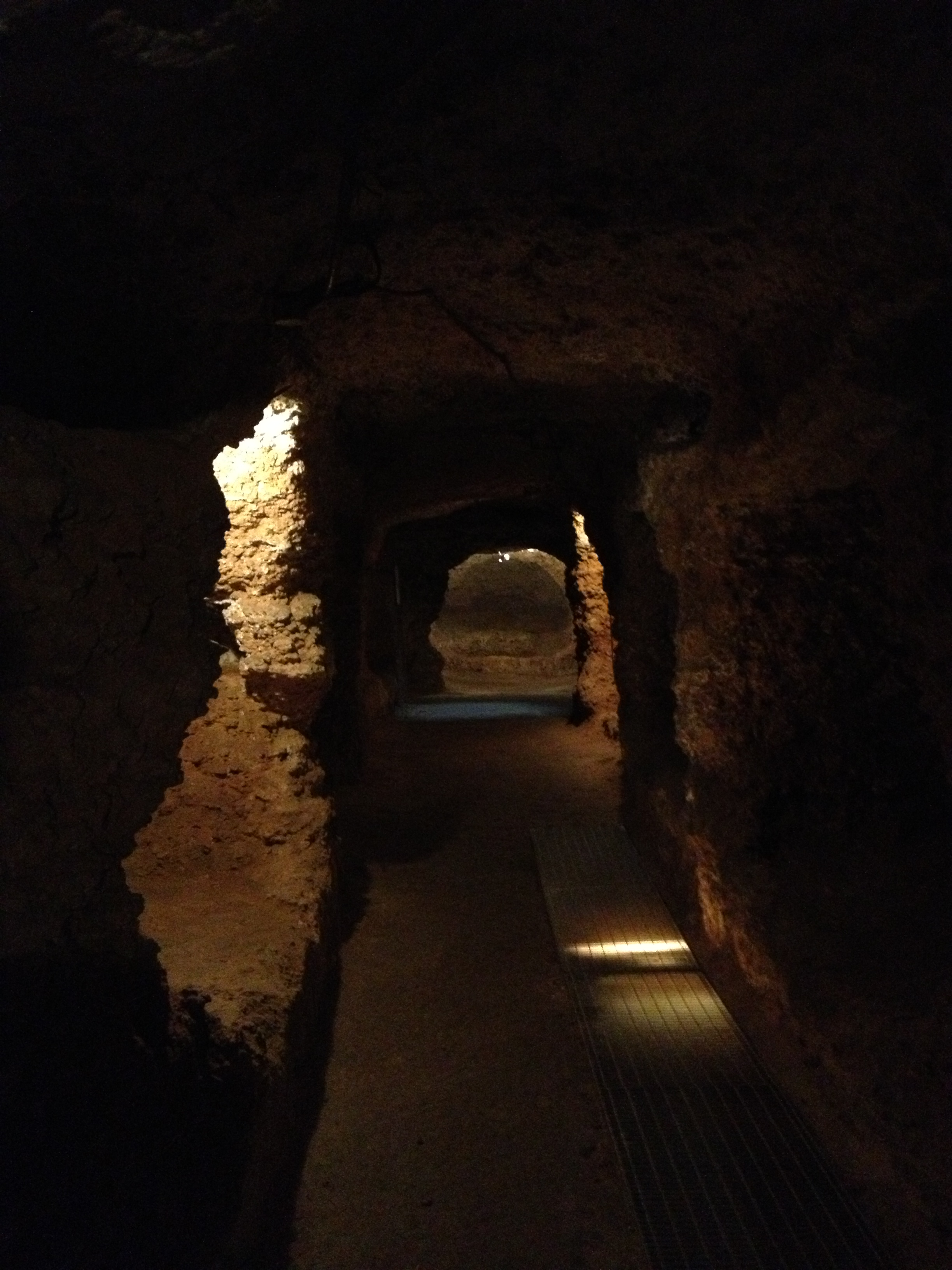
Catacombe di Porta d'Ossuna.

- Cimitero acattolico dell'Acquasanta o Cimitero degli inglesi: fondato nel 1833 dalla comunità inglese residente a Palermo, si trova in via dei Cantieri. Affidato alla famiglia Whitaker, fino alla metà del XIX secolo ha accolto le spoglie di ortodossi, ebrei e soprattutto protestanti.
- Cimitero acattolico ai Rotoli.
- Catacombe di Porta d'Ossuna: sono un cimitero ipogeo paleocristiano sorto nella zona nord-ovest della città, sfruttando una depressione naturale del Papireto. Il complesso fu scoperto nel 1739 durante i lavori per la costruzione del convento delle Cappuccinelle. L'ingresso è su Corso Alberto Amedeo, preceduto da un vestibolo costruito per volere di Ferdinando I di Borbone nel 1785, di cui resta un'iscrizione celebrativa all'entrata. La gestione delle catacombe è affidata alla Pontificia commissione di archeologia sacra della Santa Sede.